# SLD Lewica Razem

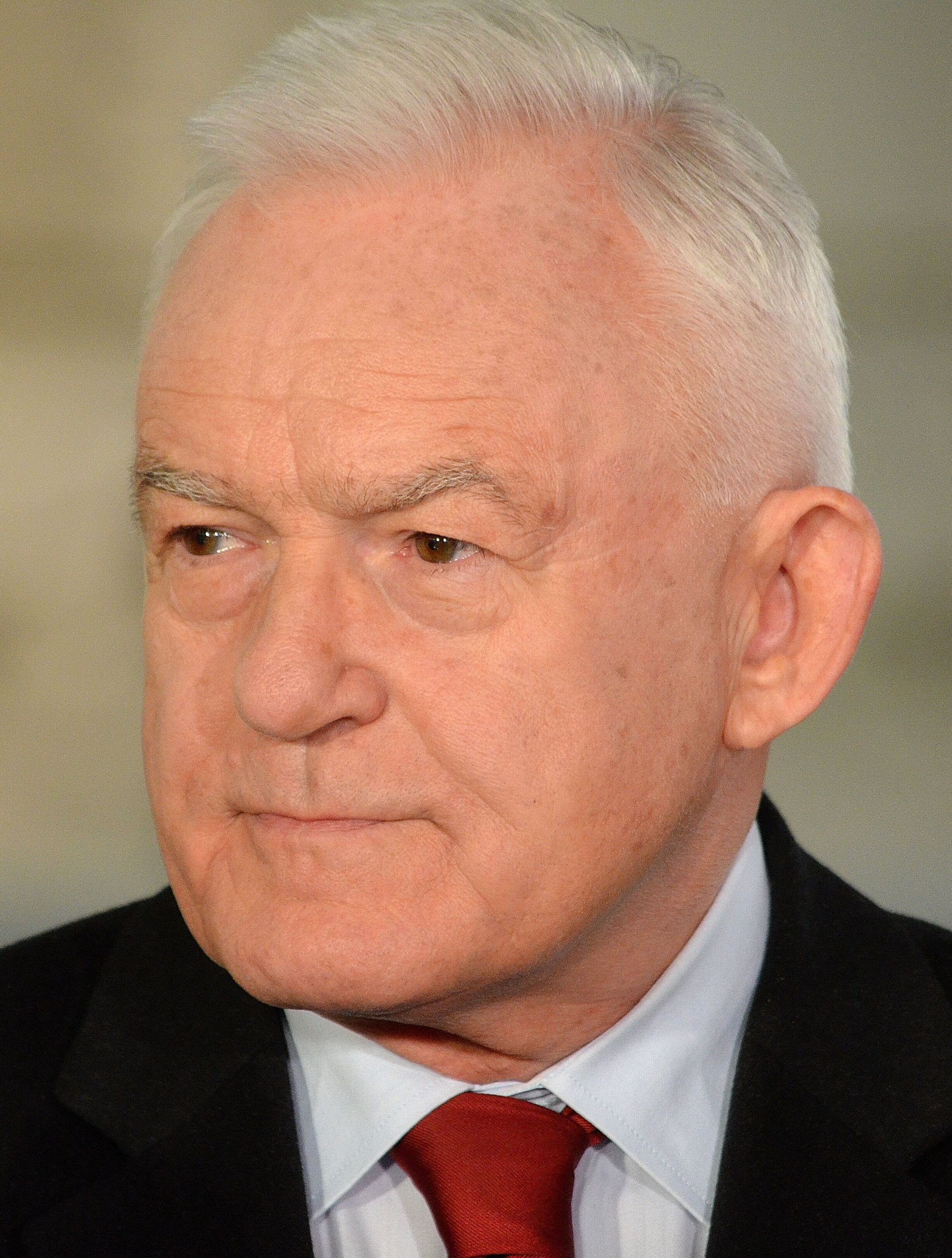
Leszek Miller – przewodniczący SLD w latach 2011–2016

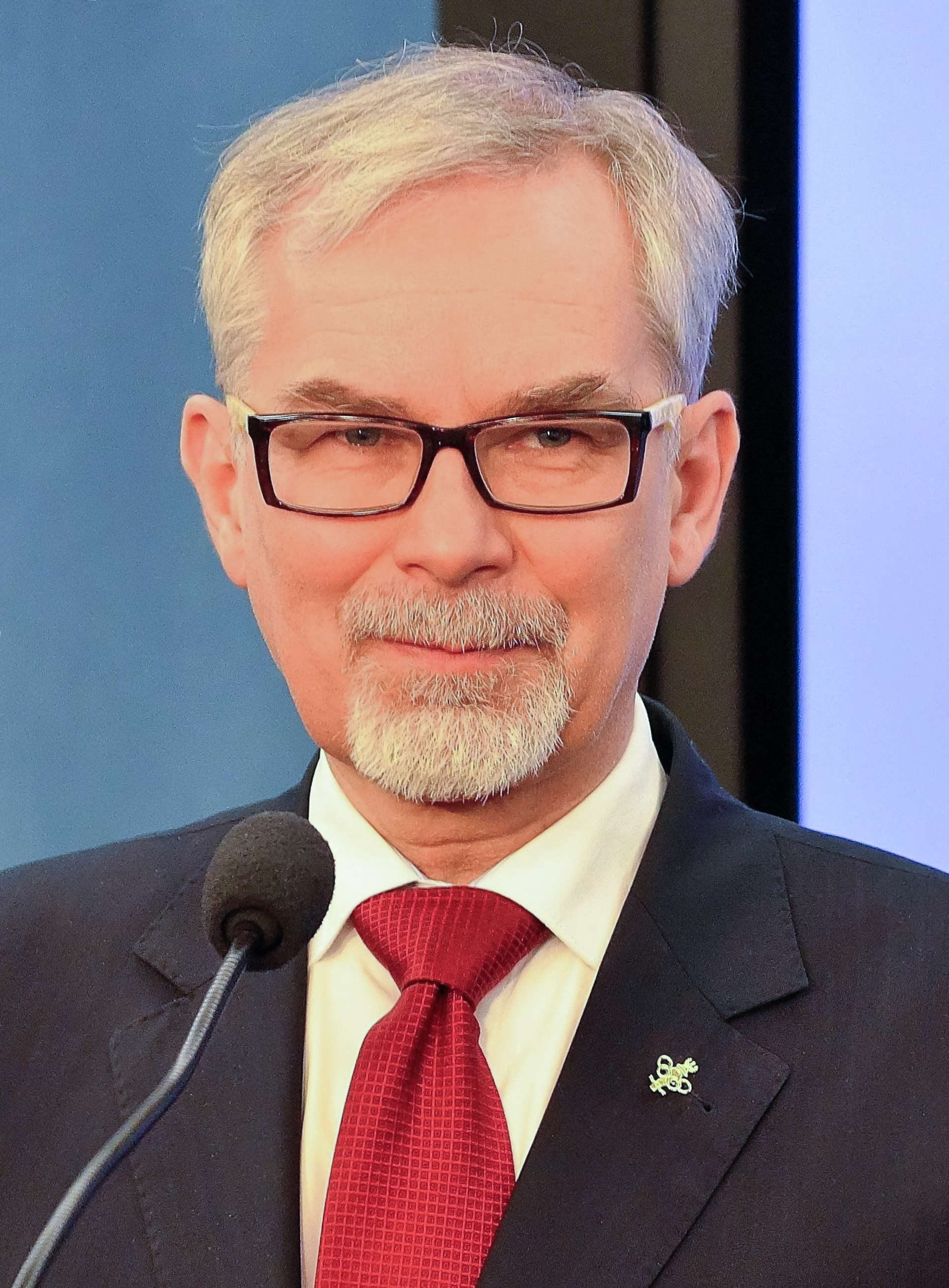
Waldemar Witkowski – przewodniczący UP od 2006

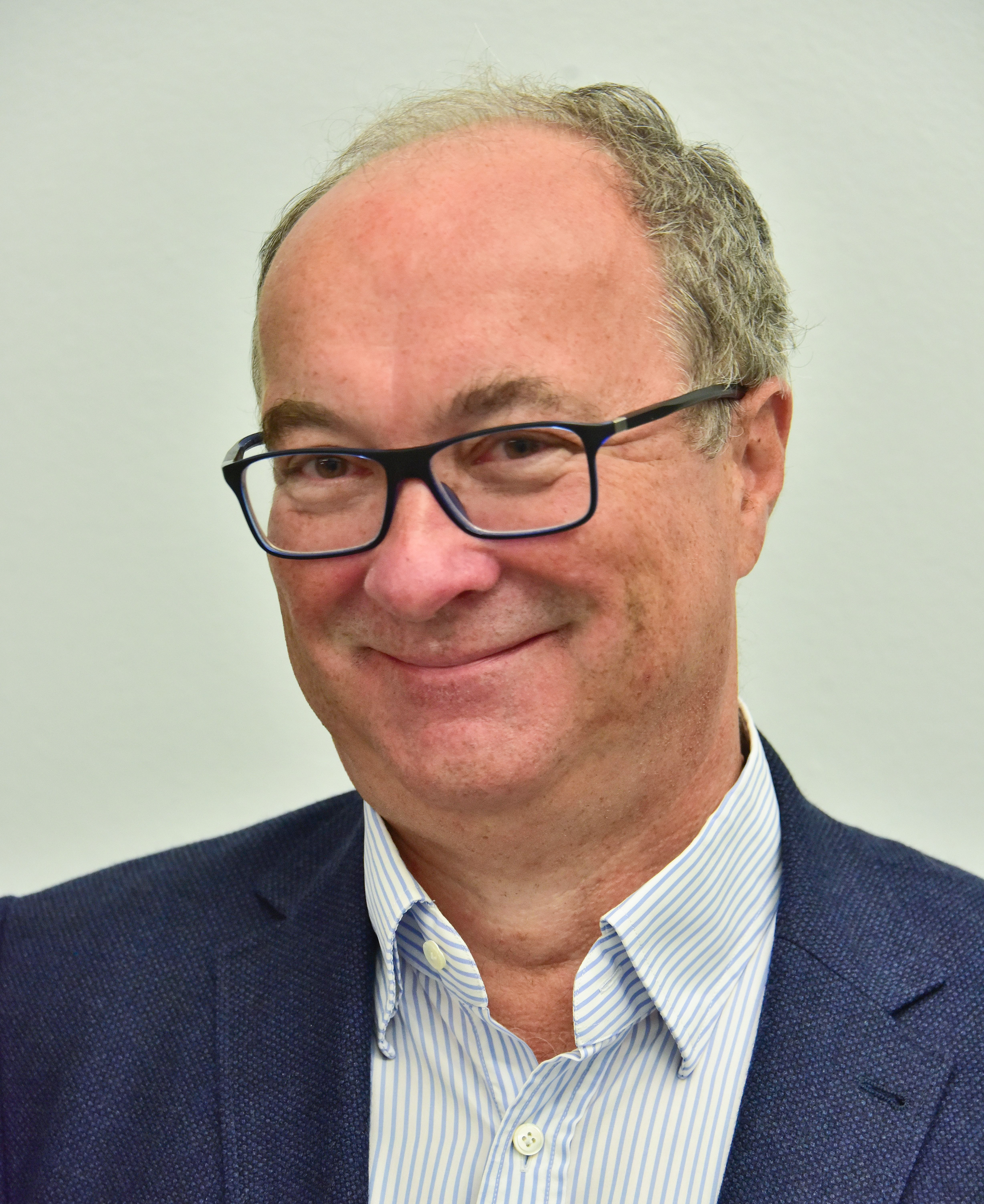
Włodzimierz Czarzasty – przewodniczący SLD od 2016

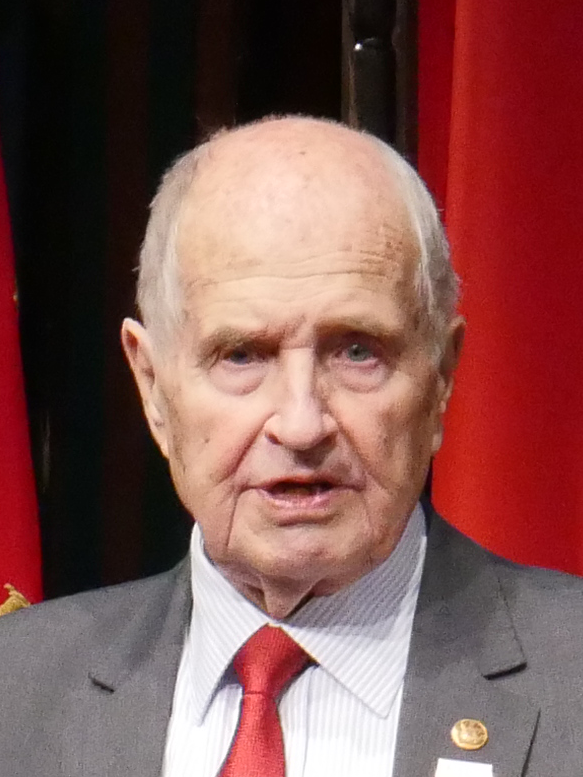
Bogusław Gorski – przewodniczący PPS w latach 2006–2019

SLD Lewica Razem – koalicyjny komitet wyborczy skupiony wokół Sojuszu Lewicy Demokratycznej, powołany na wybory samorządowe w 2014 i w 2018. Oprócz SLD formalnie komitet tworzyły także w 2014 Unia Pracy oraz Krajowa Partia Emerytów i Rencistów, a w 2018 UP, Socjaldemokracja Polska, Polska Partia Socjalistyczna, Polska Lewica i wykreślony już z ewidencji Ruch Odrodzenia Gospodarczego im. Edwarda Gierka. Z koalicją związało się również szereg innych partii oraz organizacji pozapartyjnych.

## Historia

### 2014
13 sierpnia 2014 zarząd krajowy Sojuszu Lewicy Demokratycznej przyjął uchwałę o powołaniu na wybory samorządowe koalicyjnego komitetu SLD Lewica Razem, w ramach którego zadeklarował oddanie 50% miejsc na listach wyborczym organizacjom lewicowym spoza SLD. Propozycję SLD odrzucił rozmawiający wcześniej z tą partią o wspólnym starcie Twój Ruch – druga z partii kojarzonych z lewicą posiadająca własny klub poselski. Unia Pracy (pomimo początkowej dezaprobaty) oraz Krajowa Partia Emerytów i Rencistów podpisały umowę koalicyjną 29 sierpnia. 6 września w Warszawie przyjęto manifest „#Lewica Razem”, pod którym podpisała się grupa organizacji – oprócz partii formalnie tworzących koalicję także m.in. Ogólnopolskie Porozumienie Związków Zawodowych, Liga Kobiet Polskich czy ugrupowania polityczne: Partia Regionów, Polska Lewica czy stowarzyszenie Ryszarda Kalisza Dom Wszystkich Polska. Na niektórych obszarach do koalicji przyłączyły się także partie centrowe: ze Stronnictwem Demokratycznym zawarto regionalne porozumienie w województwie lubuskim, w wyborach do sejmiku zachodniopomorskiego oraz szereg lokalnych sojuszy (m.in. w Łodzi, Wrocławiu czy Oławie), zaś w niektórych miejscach porozumiano się z Partią Demokratyczną (jej kandydat znalazł się m.in. na liście SLD LR do sejmiku małopolskiego), której przewodniczący przemawiał na październikowej konwencji SLD LR. Ponadto w niektórych miejscach kandydatów koalicji poparł TR, a kilku byłych posłów tej partii, popierając koalicję na szczeblu ogólnopolskim, odeszło z niej i przystąpiło do klubu poselskiego SLD. W niektórych miejscach do koalicji przyłączyła się także Socjaldemokracja Polska (jej kandydatka znalazła się m.in. na liście do sejmiku lubelskiego), Polska Partia Socjalistyczna (jej kandydaci znaleźli się m.in. na listach sejmików śląskiego i łódzkiego), Partia Kobiet (jej kandydatka znalazła się m.in. na liście sejmiku małopolskiego), incydentalnie także np. Samoobrona (w Łodzi). Na liście do sejmiku łódzkiego znalazła się ponadto kandydatka Unii Lewicy.
KKW SLD LR wystawił listy do sejmików województw we wszystkich okręgach oraz kandydatów na radnych i włodarzy na terenie całej Polski. W niektórych miejscach koalicja wystąpiła pod innymi nazwami: np. w Lublinie zawarto szeroką koalicję Lubelska Lewica Razem, w skład której weszły m.in. Twój Ruch (jego działaczka została kandydatką na prezydenta miasta), Partia Zieloni czy Polska Partia Pracy – Sierpień 80, zaś w Pile i powiecie pilskim powołano komitet Lewica Razem, który na prezydenta Piły wystawił działacza Unii Pracy.
W wyborach do sejmików komitet SLD LR uzyskał 8,79% głosów i uzyskał 28 mandatów, zajmując 4. miejsce spośród wszystkich komitetów. Najwięcej mandatów komitet uzyskał w województwie lubuskim (5) oraz w wielkopolskim i zachodniopomorskim (po 4). W trzech województwach komitet nie uzyskał żadnych mandatów na tym szczeblu. Jeden mandat (w województwie wielkopolskim) przypadł przedstawicielowi UP, a pozostałe kandydatom związanym z SLD. W województwie śląskim radni SLD przyłączyli się do koalicji rządzącej (z PO i PSL), a w pozostałych znaleźli się w opozycji. Komitet SLD LR wygrał wybory do trzech rad powiatów (w tym dwóch grodzkich). Kandydaci SLD LR zdobyli 22 stanowiska włodarzy, w tym 5 urzędów prezydentów miast (w Częstochowie, Dąbrowie Górniczej, Koninie, Świdnicy i Świnoujściu). 5 kandydatów SLD LR przegrało wybory na prezydentów w II turze.

### 2018
24 czerwca 2017 rada krajowa SLD zdecydowała, że na kolejne wybory samorządowe (w 2018) także zostanie powołany komitet SLD Lewica Razem. Powstanie komitetu ogłoszono 18 czerwca 2018. Oprócz SLD i jego młodzieżówki, koalicję na wybory samorządowe w tym samym roku współtworzyły partie polityczne – UP, KPEiR, SDPL, PPS, PL, Inicjatywa Feministyczna (dawna PK) oraz Wolność i Równość (dawna UL) – a także szereg innych organizacji (m.in. DWP, Ruch Ludzi Pracy, Stowarzyszenie „Ordynacka”, ZZRiOW „Regiony” czy Towarzystwo Kultury Świeckiej). 21 czerwca koalicja ogłosiła kandydaturę bezpartyjnego Andrzeja Celińskiego na prezydenta miasta stołecznego Warszawy, jednak 27 lipca została ona wycofana, a jako kandydat został ogłoszony Andrzej Rozenek z SLD. W sierpniu z koalicją SLD LR związała się także kierowana przez Krzysztofa Filipka Partia Chłopska. We wrześniu natomiast opuściła ją KPEiR (wiążąc się z Koalicją Obywatelską). W poszczególnych miejscach do SLD LR przyłączyły się także inne partie, np. do sejmiku śląskiego z jej list wystartowali kandydaci Unii Europejskich Demokratów, a do rady Warszawy przedstawiciele SD.
KKW SLD LR wystawił listy do sejmików we wszystkich okręgach oraz kandydatów na radnych i włodarzy na terenie całego kraju. W wielu miejscach SLD i jego sojusznicy wystartowali z ramienia innych komitetów, współpracując z różnymi ugrupowaniami opozycyjnymi wobec rządzącego w kraju PiS: PO, Nowoczesną, PSL, Partią Razem, Partią Zieloni czy UED (m.in. w dużych miastach, gdzie nie wystawili kandydatów na prezydentów – jak Kraków, Łódź, Wrocław czy Poznań).
W wyborach do sejmików komitet SLD LR uzyskał 6,62% głosów i uzyskał 11 mandatów, zajmując 4. miejsce spośród wszystkich komitetów. Trzy mandaty komitet uzyskał w województwie wielkopolskim, po dwa w lubuskim i śląskim, a po jednym w kujawsko-pomorskim, lubelskim, świętokrzyskim i zachodniopomorskim. Mandaty uzyskali jedynie przedstawiciele SLD. Partia ta zawarła porozumienie w sprawie koalicji z KO i PSL we wszystkich województwach, w których u władzy nie znalazło się PiS (było ich ostatecznie osiem). Przedstawiciele SLD zasiedli w zarządach województw lubuskiego i zachodniopomorskiego, a w wielkopolskim (jedynym, w którym powstał klub SLD LR) radny z SLD został przewodniczącym sejmiku. Komitet SLD LR zajął także 4. miejsce w wyborach do rad powiatów i do rad gmin. Na włodarzy zostało wybranych 6 kandydatów komitetu, w tym 2 na prezydentów miast – w Częstochowie i Dąbrowie Górniczej (członkowie partii tworzących komitet startowali jednak częściej z lokalnych komitetów – łącznie na włodarzy wybranych zostało 40 członków SLD i UP).
Pomimo początkowego zamysłu, koalicja SLD LR nie była kontynuowana w wyborach do Parlamentu Europejskiego w 2019 – tworzące ją partie przystąpiły do innych sojuszy bądź nie zdecydowały się na start. SLD współtworzył Koalicję Europejską (którą wsparły także SDPL i WiR), natomiast UP współtworzyła koalicję Lewica Razem.

## Wybory do sejmików województw
| Sejmik             | Mandaty        | Władza   |
| ------------------ | -------------- | -------- |
| dolnośląski        | 2/36           | Opozycja |
| kujawsko-pomorski  | 2/33           | Opozycja |
| lubelski           | 1/33           | Opozycja |
| lubuski            | 5/30           | Opozycja |
| łódzki             | 1/33           | Opozycja |
| małopolski         | 0/39           | Brak     |
| mazowiecki         | 1/51           | Opozycja |
| opolski            | 1/30           | Opozycja |
| podkarpacki        | 0/33           | Brak     |
| podlaski           | 1/30           | Opozycja |
| pomorski           | 0/33           | Brak     |
| śląski             | 3/45           | Koalicja |
| świętokrzyski      | 2/30           | Opozycja |
| warmińsko-mazurski | 1/30           | Opozycja |
| wielkopolski       | 4/39           | Opozycja |
| zachodniopomorski  | 4/30           | Opozycja |
| Mandaty ogółem     | Mandaty ogółem | 28/555   |

| Sejmik             | Mandaty        | Władza   |
| ------------------ | -------------- | -------- |
| dolnośląski        | 0/36           | Brak     |
| kujawsko-pomorski  | 1/30           | Koalicja |
| lubelski           | 1/33           | Opozycja |
| lubuski            | 2/30           | Koalicja |
| łódzki             | 0/33           | Brak     |
| małopolski         | 0/39           | Brak     |
| mazowiecki         | 0/51           | Brak     |
| opolski            | 0/30           | Brak     |
| podkarpacki        | 0/33           | Brak     |
| podlaski           | 0/30           | Brak     |
| pomorski           | 0/33           | Brak     |
| śląski             | 2/45           | Opozycja |
| świętokrzyski      | 1/30           | Opozycja |
| warmińsko-mazurski | 0/30           | Brak     |
| wielkopolski       | 3/39           | Koalicja |
| zachodniopomorski  | 1/30           | Koalicja |
| Mandaty ogółem     | Mandaty ogółem | 11/552   |